# NGC 5923
NGC 5923 ist eine 12,9 mag helle Balkenspiralgalaxie vom Hubble-Typ SBbc im Sternbild Bärenhüter und etwa 254 Millionen Lichtjahre von der Milchstraße entfernt. 
Sie wurde am 1. Mai 1828 von John Herschel entdeckt. Möglicherweise hat John Herschel hier jedoch nur die Entdeckung seines Vaters Wilhelm wiederholt. Dieser hatte mit passender Beschreibung eine Galaxie notiert, die heute unter NGC 5922 als Sternbeobachtung geführt wird, weil der Positionsfehler für Wilhelm Herschels Beobachtungen ungewöhnlich hoch wäre.